# Vomper Loch
Le Vomper Loch est une vallée du massif des Karwendel, perpendiculaire de l'Inntal.

## Géographie

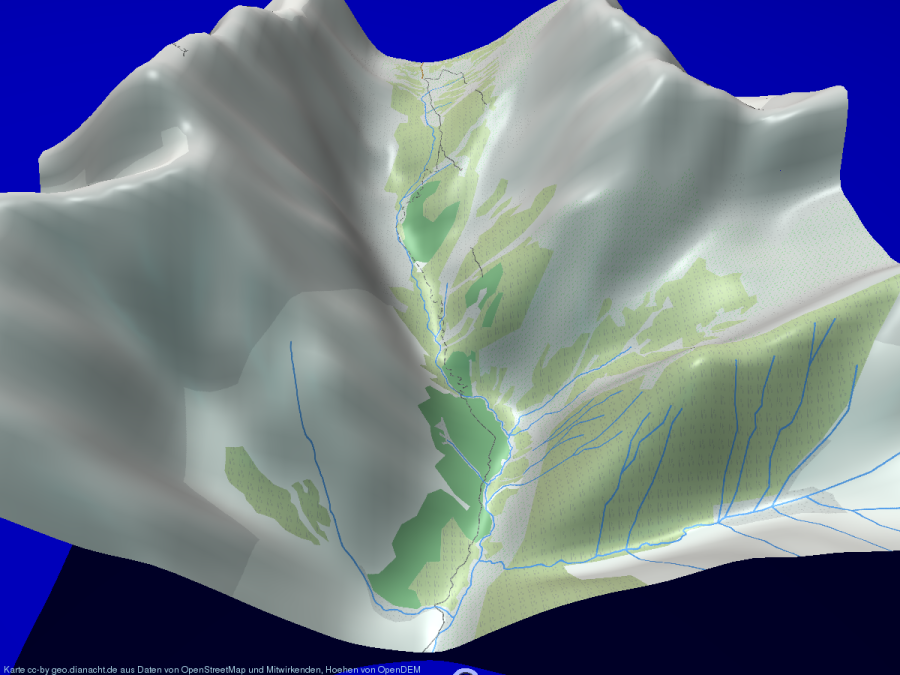
Modélisation de la partie supérieure du Vomper Loch.

La vallée se situe entre les chaînons de Gleirsch-Halltal et Hinterautal-Vomper. Elle est traversée par le Vomper Bach. Le ruisseau a creusé une gorge dans une portion de la vallée et charrie beaucoup de gravier vers l'extrémité de la vallée. La vallée est entourée de sommets, tels que le Hundskopf, le Grosser Bettelwurf (avec une paroi de 1 200 m de haut devant le Vomper Loch), ainsi que le Hohe Fürleg, Lamsenspitze et le Hochnissl.

## Histoire
Au Moyen Âge, de 1276 à 1490, il existait une petite exploitation minière, comme l'indiquent des toponymes.
À la fin de la Seconde Guerre mondiale, jusqu'à 30 personnes se cachent dans et autour du Vomper Loch. Un camp de déserteurs d'une vingtaine de personnes se trouve dans un endroit inaccessible sur le flanc nord abrupt. Les déserteurs reçoivent de la nourriture de la population locale. Malgré une recherche intensive des autorités nazies, les hommes ne sont jamais arrêtés.

## Activités

### Tourisme
La vallée est peu développée et conserve un caractère sauvage. Les routes sont seulement en bordure de la vallée, comme la route forestière du village d'Umlberg par le Ganalm vers le Walder Alm, et peu empruntées.

### Économie
Le gravier est extrait à la sortie de la vallée. Dans le fond de la vallée, la galène argentifère est exploitée dans le prolongement est de la zone minière de Lafatscher dans la formation de Wetterstein.
Les eaux du Vomper Bach et du Bollenbachquelle sont utilisées par Stadtwerke Schwaz au travers de deux centrales électriques. Elles délivrent une puissance d'environ 9 MW.
Comme le Vomper Loch est une vallée en forme de V avec des flancs très escarpés et souvent rocheux, il y a peu d'espace pour l'agriculture alpine. Sur la rive gauche de la vallée se trouve le petit alpage de Melansalm ; sur la rive droite se situe Ganalm, sur des pentes herbeuses raides, où l'élevage est pratiqué durant les mois d'été. À la jonction entre le Vomper Loch et l'Inntal se trouve le Walder Alm. De plus, l'exploitation forestière est limitée à quelques zones au bord de la vallée.